# Yui Ogura
Yui Ogura (小倉 唯?, Ogura Yui; Kasakake, 15 agosto 1995) è una cantante e doppiatrice giapponese.
È legata all'agenzia Up-Front Style dal 2008 e fa parte del gruppo HAPPY! STYLE e del duo YuiKaori dal 2010 con Kaori Ishihara.

## Carriera

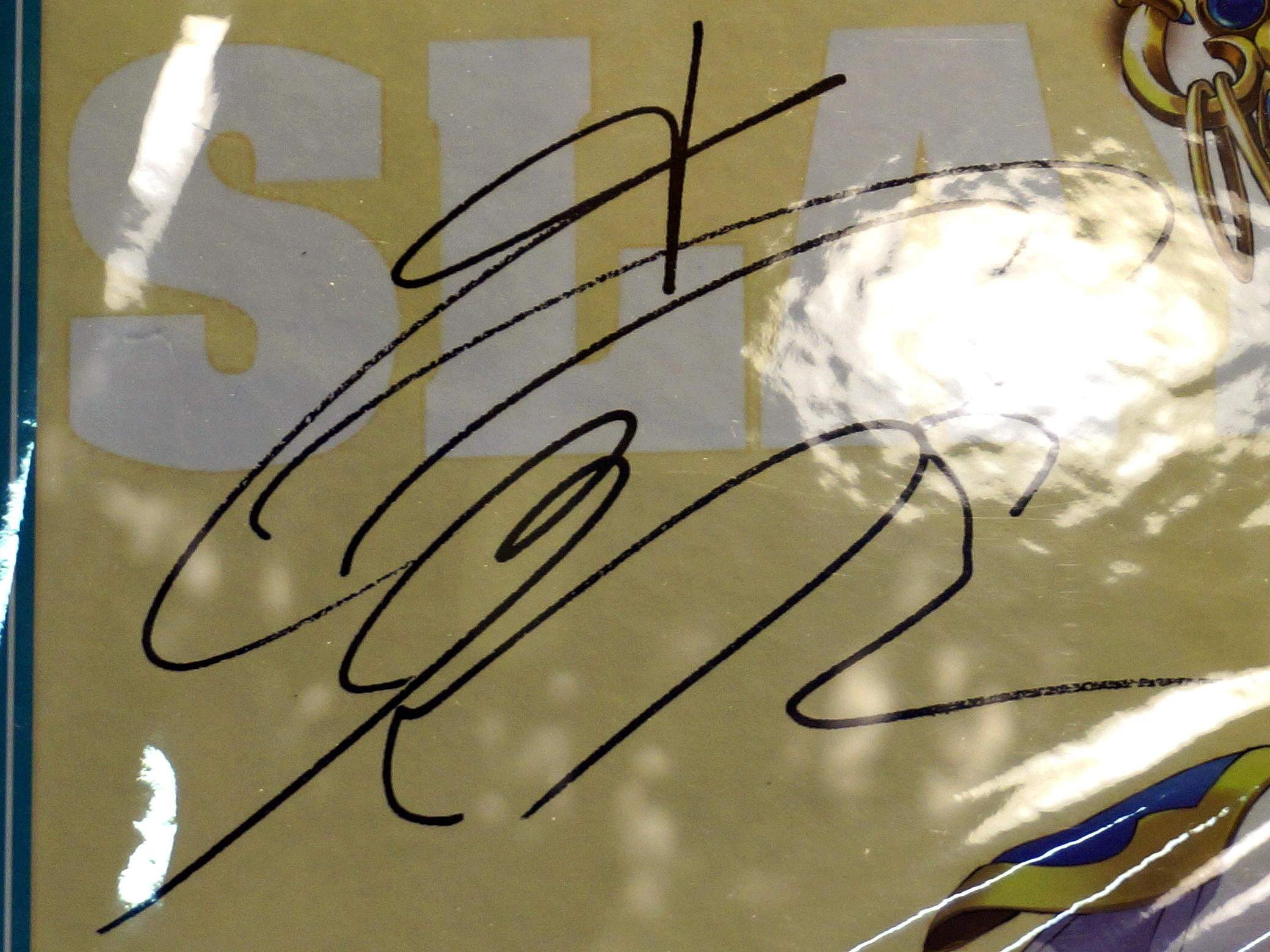
Firma di Yui Ogura

Yui Ogura debutta nel 2003 come attrice bambina, e nel 2008, Yui Ogura entra a far parte del gruppo femminile HAPPY! STYLE, una nuova formazione creata dalla Up-Front Style, specializzata nell'esecuzione dal vivo di colonne sonore di anime e videogiochi. Nel 2009 Yui Ogata è stata anche utilizzata come modello per realizzare le animazioni 3D dei passi di danza di Hatsune Miku per il videogioco Hatsune Miku: Project DIVA.
Nel 2009, Yui viene inserita nel gruppo Team Dekaris, sottogruppo delle HAPPY! STYLE, insieme a Noto Arisa, Ishihara Kaori e Matsunaga Maho, mentre nel 2010 entra a far parte del duo YuiKaori, che acquista popolarità dopo aver cantato la sigla finale dell'anime Kissxsis. Insieme a Kaori Ishihara, metà del duo YuiKaori, la Ogura ha condotto nel 2010 la trasmissione radiofonica a-GENERATION ed ha recitato nella produzione teatrale Q - Anata wa Daare?.
Dal 2011 fa inoltre parte delle Happy! Style Rookies e delle StylipS, altri due sottogruppi delle HAPPY! STYLE, .
Yui Ogura è inoltre stata protagonista delle campagne pubblicitarie giapponesi di vari prodotti e aziende, fra cui Google Chrome, McDonald's ed i videogiochi Shin Megami Tensei: Devil Children Black Book/Red Book.

## Doppiatrice

### Anime
2009
- Yumeiro Pâtissière, Mint

2010
- Kaichō wa Maid-sama!
- Ore no imōto ga konna ni kawaii wake ga nai, Tamaki Goto

2011
- C³, Kuroe Ningyohara
- Kami-sama no memo-chō, Yūko Shionji "Alice"[4]
- Mayo Chiki!, Choco
- Ro-Kyu-Bu!, Hinata Hakamada[5]
- .hack//Quantum, Hermit

2012
- Aquarion Evol, Yunoha
- Sakurasou no Pet na Kanojo, Yuuko Kanda
- High School DxD, Katase

2013
- Hentai ōji to warawanai neko., Tsukiko Tsutsukakushi

2014
- Cross Ange, Chris

2015
- Yurikuma Arashi, Sumika Izumino

2016
- Masamune-kun's Revenge, Kinue Hayase

2017
- Seven Mortal Sins, Beelzebub
- Tsuredure Children, Ayaka Kamine
- My First Girlfriend Is a Gal,  Nene Fujinoki

2018
- HUGtto! Pretty Cure, Homare Kagayaki/Cure Etoile
- Juliet in collegio, Teria Wan
- Goblin Slayer, Sacerdotessa

2020
- Infinite Dendrogram, Cyco
- Science Fell in Love, So I Tried to Prove It, Arika Yamamoto

2021
- Black Clover, Vanica Zogratis[6]
- Waccha PriMagi!, Hanitan

2023
- The Reincarnation of the Strongest Exorcist in Another World, Yuki
- Ochibi-san, Akame-chan

2025
- I've Been Killing Slimes for 300 Years and Maxed Out My Level 2, Sandra[7]
- Mobile Suit Gundam GQuuuuuuX, Verni

### Videogiochi
2009
- Full Metal Daemon: Muramasa, Kuniuji Shiro Ashikaga

2011
- Yuu President Brave Company, Koretta Kabaneru

2012
- Hyperdimension Neptunia Mk2, Rom
- Magical Drop V, voce addizionale

2013
- Dungeon Travelers 2: The Royal Library & the Monster Seal, Lizerietta Marsh
- Fate/Extra CCC, Passionlip
- Sorcery Saga: Curse of the Great Curry God, Pupuru
- Mugen Souls Z, Sharuru Cocott
- Tears to Tiara II: Heir of the Overlord, Charis

2014
- Granblue Fantasy, Harie, Luna

2015
- Fate/Grand Order, Passionlip, Lancer/Nezha

2016
- Star Ocean: Integrity and Faithlessness, Relia

2017
- Fire Emblem Heroes, Thrasir, Natasha
- Million Arthur: Arcana Blood, Type II Bisclavret
- Digimon Story: Cyber Sleuth - Hacker's Memory, Erika Mishima, Hudiemon, Sistermon Blanc

2018
- Etrian Odyssey Nexus, Yggdrasil Girl
- Dragalia Lost, Linnea

2020
- Project Sekai: Colorful Stage! feat. Hatsune Miku, Minori Hanasato

2021
- Monster Hunter Rise, Rondine
- Blue Archive, Shiroko Sunaookami

2022
- Goddess of Victory: Nikke, Noah, Shifty
- Dragon Quest Treasures, ragazza di Draconia

2023
- Honkai: Star Rail, March 7th

2024
- Persona 5: The Phantom X, Haruna Nishimori

2025
- The Hundred Line: Last Defense Academy, Kurara Oosuzuki

## Discografia

### Team Dekaris
Album
- 2009 - Koi no Dekaris

### Yuikaori
Album
- 2011 - Puppy

Singoli
- 2010 - Our Steady Boy
- 2010 - Futari / Vivivid Party! (ふたり / VIVIVID PARTY!)
- 2010 - Heartbeat ga Tomaranai! (HEARTBEATが止まらないっ！)
- 2011 - Shooting Smile
- 2012 - Kimi no Yell (君のYELL)

### StylipS
Singoli
- 2012 - STUDY×STUDY

### Solista
Album
- 2012 - Yui Drops